# Phaedon Gizikis
Phaídon Gizíkis, né en 1917 et décédé en 1999, est un militaire grec. Après avoir participé au coup d'État de 1967, il est chef de l'État de 1973 à 1974.

## Liens
- Notices dans des dictionnaires ou encyclopédies généralistes :   - Enciclopedia De Agostini
  - Munzinger